# Coloration de Grocott

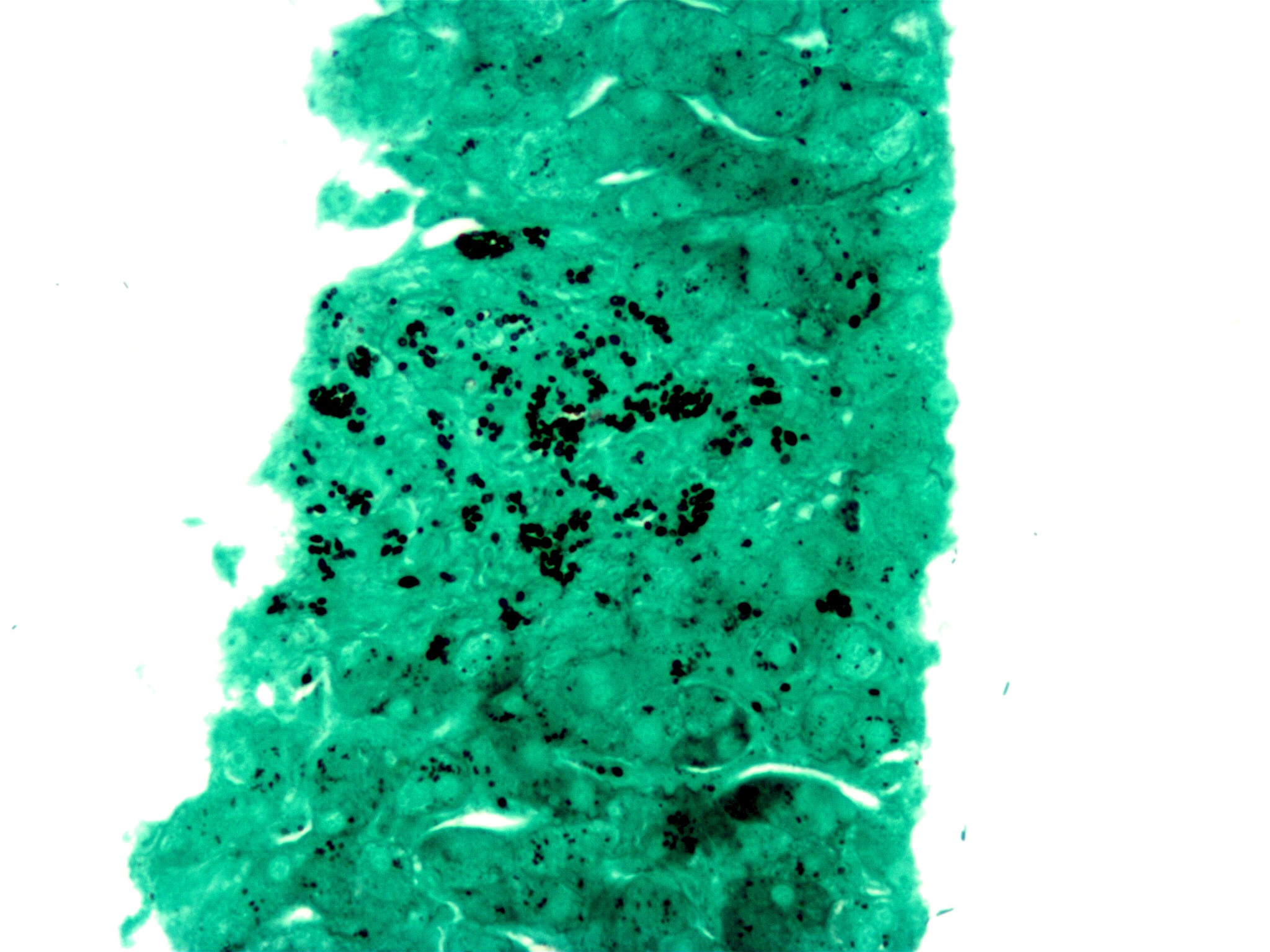
Champignons dimorphiques du genre Histoplasma (en noir) prenant ici l'aspect de levures dans un granulome sur biopsie hépatique.

En pathologie, la coloration de Grocott ou coloration de Gomori-Grocott (ou en anglais GMS pour Grocott's Methenamine Silver stain) est une méthode de coloration argentique qui doit son nom à R. Grocott et G. Gömöri.
Elle est utilisée pour détecter les organismes fongiques pathogènes dans les tissus tels que Histoplasma capsulatum (agent de l'histoplasmose) ou Pneumocystis jiroveci (anc. P. carinii, agent de la pneumocystose).
La coloration donne un aspect brun à noir aux parois cellulaires.
La coloration repose sur la réduction des ions argent, ce qui rend la paroi cellulaire fongique noire. Cela est rendu possible car la paroi cellulaire fongique contient généralement des polysaccharides.
Au cours de la coloration, de l'acide chromique est d'abord utilisé pour oxyder les polysaccharides, ceci générant des aldéhydes. Ensuite, la solution alcaline d'ions argent et de méthénamine de Grocott est appliquée, ce qui réduit les ions Ag+ en argent métallique amorphe coloré en noir.
La réaction de réduction par la paroi cellulaire fongique est souvent connue sous le nom de réaction argentaffine.

## Illustrations

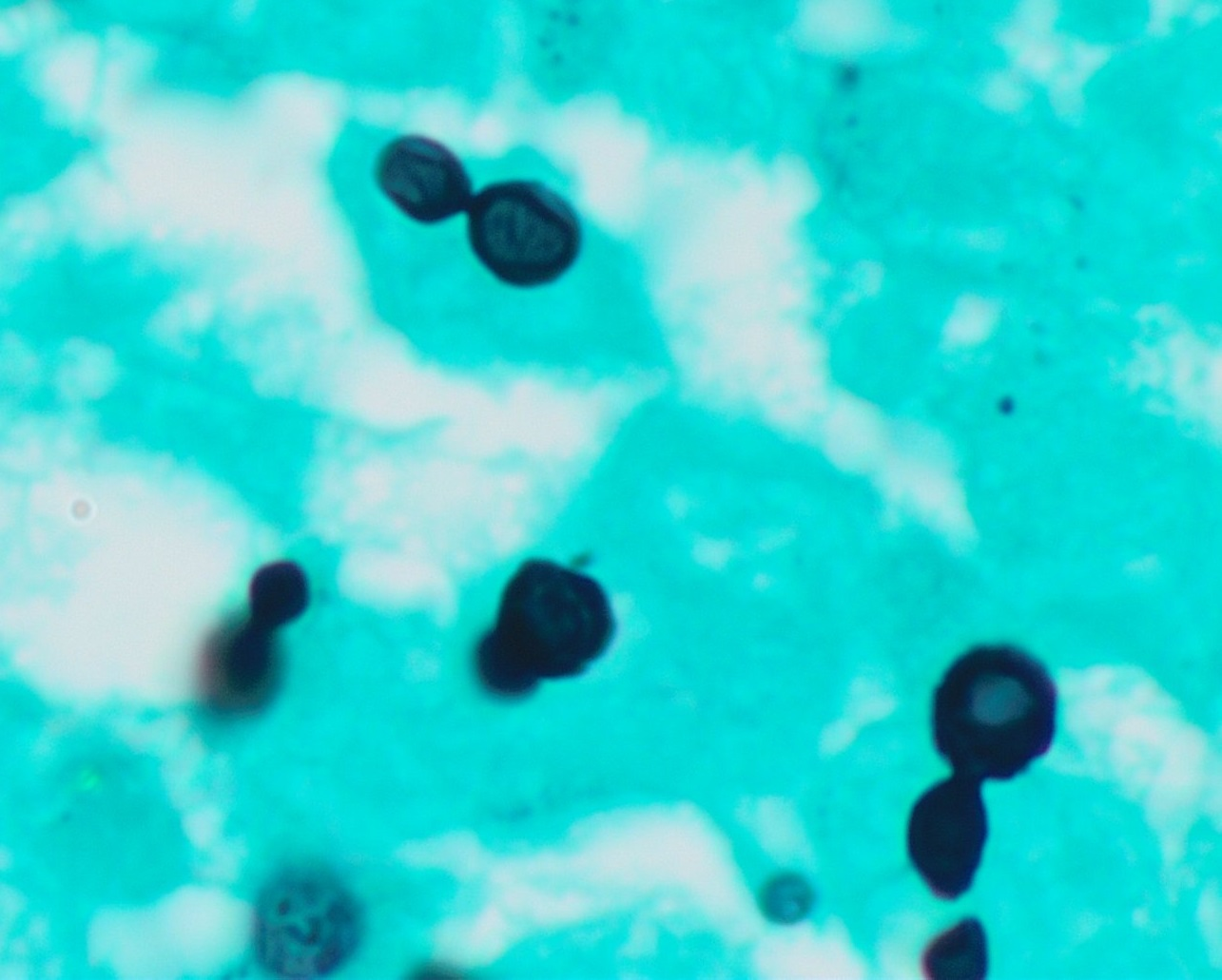
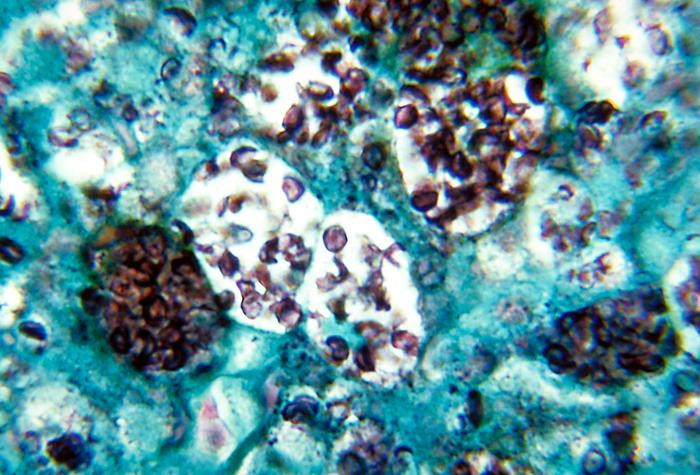
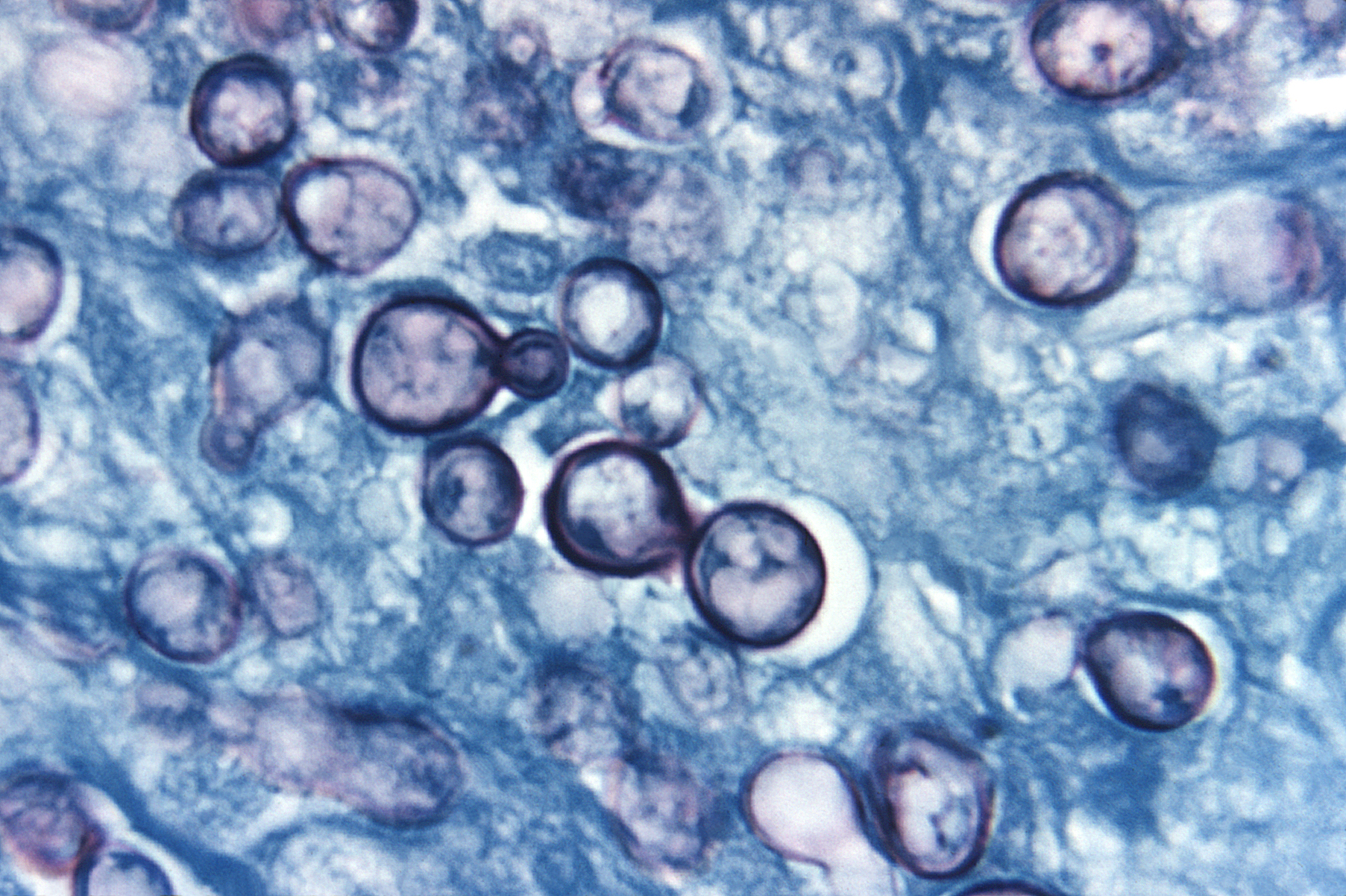